# 赫利梭黑
赫利梭黑（希腊语：Χρυσόχειρ，意为金手；？~872年）基督教异端派别保罗派所建立的泰夫里卡共和国的执政官（863年~872年在位）。
尽管保罗派运动在8世纪即已存在，但后来由于拜占庭帝国的镇压和内部分裂而趋于衰微。9世纪是保罗派运动发展的高峰，特别是在卡尔贝阿斯执政官时期，保罗派信徒在安纳托利亚东部的泰夫里卡（现在土耳其的迪夫里伊）建立了共和国，并建筑泰夫里卡和阿马拉（今阿姆兰科尤）两座要塞。金手执政官（赫利梭黑）在卡尔贝阿斯去世后继任教派领袖。他率领保罗派信徒与竭力消灭他们的拜占庭帝国政府进行了不屈不挠的斗争。
金手执政官主要依靠农民、手工业者和城镇贫民的支持。在他的领导下，保罗派在与帝国的战争中实际上处于优势地位。帝国军队对泰夫里卡的多次讨伐均告失败，而保罗派却攻克了尼西亚和尼科美底亚，867年他们甚至到达了以弗所，把那里的许多教士抓了起来。
868年，拜占庭帝国皇帝巴西尔一世决定求和，他派遣以西西里的彼得为首的小组赴泰夫里卡与保罗派进行谈判。西西里的彼得在保罗派控制区逗留了9个月，这使一些关于保罗派运动的重要资料得以在他的著作中保存下来。金手执政官要求巴西尔一世将安纳托利亚完全割让给保罗派，双方谈判破裂。872年，保罗派的军队在瓦菲里亚克附近被巴西尔一世击败，金手执政官本人阵亡。不久泰夫里卡也被帝国军队攻陷。
泰夫里卡共和国的灭亡标志着保罗派运动的最后失败。但由于皇帝将大批保罗派信徒迁往巴尔干半岛，他们对那里的居民保加尔人的信仰产生了深远影响。在保罗派思想的启示下，保加利亚在10世纪产生了自己的异端教派，即波高美尔派运动。
金手执政官的形象在库尔德人的史诗中保存了下来，在史诗中他被称为金手汗。